# Бас-кларнет

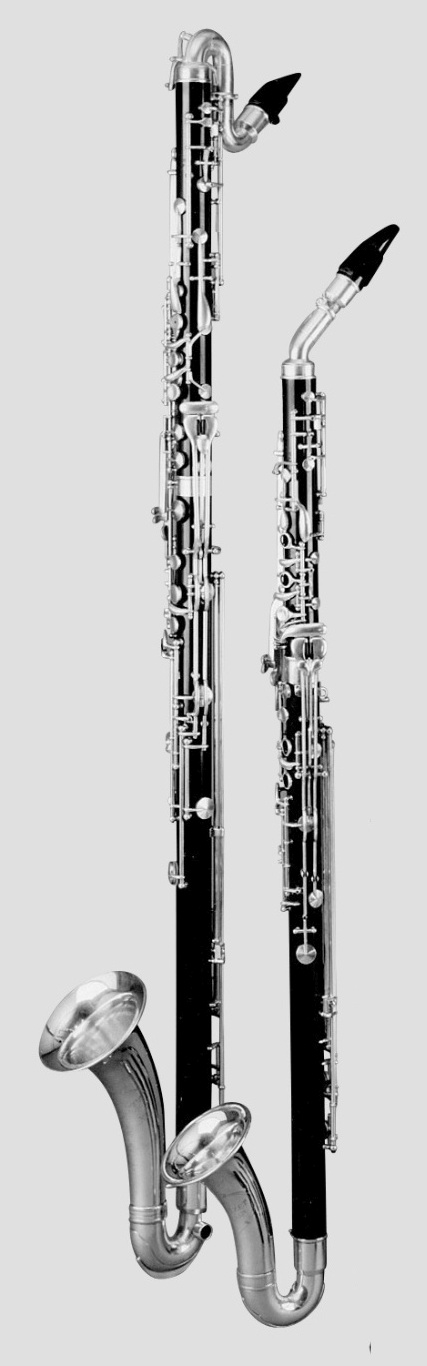
Бас-кларнет і бассетний ріг, обидва до низького С

Бас-кларне́т (італ. clarinetto basso; фр. clarinette basse; нім. Bassklarinette; англ. bass clarinet) — дерев'яний духовий музичний інструмент, басовий різновид кларнета.

## Історія розвитку
Спроби створити подібний до кларнету інструмент басового регістру робилися з середини XVIII століття. Найраніший зі збережених інструментів зберігається в мюнхенському музеї і є роботою майстрів з Пассау братів Антона і Міхаеля Майрхофера початку 1770-х років. За будовою він нагадує бассетгорн, однак має додаткову крону, що дозволяє витягти нижній звук «до» (при цьому клапан для видобування «ре» відсутній). Відомі бас-кларнети роботи Генріха Грензера 1793 року і його дядька Августа — 1795 року. Вони були настроєні in B і володіли діапазоном, розширеним вниз до A1 (Ля контроктави за реальним звучанням), при цьому нижня частина клапанного механізму була діатонічною, а не хроматичної. Ці інструменти нагадували за формою фагот и і, ймовірно, призначалися для заміни фаготів у військових оркестрах.
Сучасного вигляду бас-кларнет набув наприкінці 1830-х років зусиллями Адольфа Сакса, який також удосконалив систему клапанів, поліпшив інтонування і розширив діапазон, створивши, таким чином, повноцінний музичний інструмент. У 1836 році бас-кларнет був вперше введений в оркестр, це зробив Джакомо Меєрбер в опері «Гугеноти», доручивши цьому інструменту відповідальне соло в п'ятій дії. З другої половини XIX століття бас-кларнет — майже постійний учасник симфонічного оркестру, де він зазвичай дублює басові голоси. Іноді специфічний густий, дещо похмурий тембр бас-кларнета використовується композиторами в сольних епізодах, наприклад у таких творах як: Ф. Ліст — симфонічна поема «Тассо», Р. Вагнер — опера «Трістан та Ізольда» (друга дія), Дж. Верді — опера «Ернані» (початок третьої дії), П. Чайковський — симфонія «Манфред», опера «Пікова дама» (сцена у казармах), Б. Барток — Концерт для оркестру, Д. Шостакович — Симфонія № 13 та інші. Відповідальні партії бас-кларнета також є в творах Г. Малера, А. Шенберга, І. Стравінського, Б. Лятошинського та інших композиторів. В оркестрі використовується, як правило, один бас-кларнет (рідше два) причому часто його партія є тимчасовою заміною одного з кларнетів (зазвичай останнього за номером).
З початку XX століття композиторами нововіденської школи бас-кларнет став застосовуватися в камерних ансамблях, а з настанням епохи авангарду — і як сольний інструмент (перший твір для бас-кларнета і фортепіано — Соната Отмара Шека, 1931). Твори для цього інструменту також писали Софія Губайдуліна, Лучано Беріо (концерт для бас-кларнета з оркестром) та інші композитори. Багато творів присвячено видатному виконавцю Йозефу Гораку.
Окремими виконавцями бас-кларнет використовується в джазі. Одним з перших джазових музикантів, які грали на ньому, був Ерік Долфі, серед сучасних відомий Джон Серман.

## Техніка гри на бас-кларнеті
Техніка гри на бас-кларнеті практично ідентична такій на звичайному кларнеті, але в силу великих розмірів і дещо іншого будови системи клапанів бас-кларнет відрізняється меншою технічної рухливістю. Атака звуку в нижньому регістрі злегка запізнюється.
Подібно кларнету, бас-кларнет володіє широкими градаціями сили звуку: йому доступний як піаніссімо, так і фортіссімо. В останньому такті експозиції першої частини Шостої симфонії Чайковського чотири ноти, написані для фагота в нюансі pppppp, часто виконуються саме на бас-кларнеті, який з легкістю може досягти такої динаміки.
Бас-кларнет нотується переважно in B (в строї сі-бемоль): ноти записуються або у скрипковому ключі на велику нону вище дійсного звучання, або в басовому ключі на один тон вище. У творах XIX століття зустрічаються партії бас-кларнетів in C і in A, але ці інструменти вийшли з ужитку, і в наш час[коли?] всі подібні партії граються in B.
Застосовуваний діапазон бас-кларнета по дійсному звучання — від D (Ре великої октави; на деяких моделях діапазон розширений вниз до B1 — сі-бемоль контроктави) до b1 (Сі-бемоль першої октави). Більш високі звуки використовуються сольними виконавцями, в той час як в оркестрі затребувані звичайно тільки нижній і середній регістри інструменту (своєрідним винятком є симфонічна поема Ріхарда Штрауса «Так говорив Заратустра», де в партії бас-кларнета вказана нота соль третьої октави, що звучить як фа другої).